# New York (stát)
New York (anglická výslovnost  [nuːˈjɔrk]IPA, oficiálně State of New York) je stát nacházející se na východním pobřeží Spojených států amerických, ve Středoatlantské oblasti severovýchodního regionu USA. New York hraničí na jihu s New Jersey a Pensylvánií a na východě s Connecticutem, Massachusetts a Vermontem. Na severu sousedí s kanadskou provincií Québec a celá severozápadní hranice s provincií Ontario je vedena po vodní hladině (mj. Erijské jezero, jezero Ontario). Jihovýchodní ohraničení státu tvoří Atlantský oceán.
Se svou rozlohou 141 300 km² je New York 27. největším státem USA, v počtu obyvatel (19,7 milionu) je čtvrtým nejlidnatějším státem a s hodnotou hustoty zalidnění 162 obyvatel na km² je na sedmém místě. Hlavním městem je Albany se 100 tisíci obyvateli. Největšími městy jsou New York s 8,5 miliony obyvateli (největší město USA), dále Buffalo (260 tisíc obyv.), Rochester (210 tisíc obyv.), Yonkers (200 tisíc obyv.) a Syracuse (150 tisíc obyv.). Státu New York patří 657 kilometrů pobřeží Erijského jezera a jezera Ontario a také 204 km pobřeží Atlantského oceánu, které je tvořeno především břehy ostrova Long Island, jenž je největším ostrovem kontinentálních Spojených států. Státem New York prochází Appalačské pohoří a v jedné jeho části, Adirondackém pohoří, je i nejvyšší bod státu, vrchol Mount Marcy s nadmořskou výškou 1629 m. Největšími toky jsou řeky Hudson a její přítok Mohawk, na hranicích s Kanadou také řeka Niagara s Niagarskými vodopády a řeka svatého Vavřince.
Část území státu New York byla v 17. století součástí nizozemské provincie Nové Nizozemí, kterou Angličané v roce 1664 obsadili. Založili zde provincii, kterou pojmenovali po Jakubovi, vévodovi z Yorku. Provincie se roku 1776 stala jedním z původních třinácti zakládajících států USA. V roce 1777 proběhla na jejím území bitva u Saratogy, přelomový střet americké války za nezávislost. New York jako jedenáctý stát v pořadí ratifikoval Ústavu Spojených států amerických, k čemuž došlo 26. července 1788. V letech 1785–1790 bylo město New York hlavním městem USA.
V Newyorské metropolitní oblasti, zasahující i do okolních států, žije přibližně 24 milionů obyvatel, což z ní činí jednu z největších aglomerací světa a největší v Severní Americe. Ve státě New York sídlí několik prestižních univerzit, jako jsou Kolumbijská univerzita, Cornellova univerzita, New York University a Rockefellerova univerzita; ve West Pointu se nachází Vojenská akademie Spojených států. Lyžařské středisko Lake Placid hostilo zimní olympijské hry v letech 1932 a 1980.

## Historie
Odhaduje se, že historie New Yorku začala kolem roku 10 000 př. n. l., kdy do oblasti dorazili první lidé z Asie.

### Nové Nizozemí (1614–1667)
První Evropan, který navštívil New York, byl Giovanni da Verrazano v roce 1524. V roce 1609 jej osídlili Nizozemci. V roce 1614 postavili první evropské osídlení, Fort Nassau, dnešní Albany. Fort Nassau byl nahrazen Fort Orangem v roce 1624. Předchůdce New York City, Fort Amsterdam byl založen v roce 1626. Stal se z něj New Amsterdam, největší osídlení v Novém Nizozemí. V prvních dekádách se kolonie stala závislá na obchodu s kožešinami.
Od roku 1650, pod vedením Petera Stuyvesanta se kolonie stala největším exportérem tabáku, dřeva a pšenice. Většina komodit prošla přes Beverwijck, předchůdce Albany. Překvapivý útok ohromující silou dovolil Anglii dobýt Nové Nizozemí v roce 1664. Kolonie i město byly přejmenovány na New York, Beverwijck byl přejmenován na Albany. Obyvatelstvo Nového Nizozemí v době zabrání Nové Anglie čítalo 7000 až 8000 lidí.

### Provincie New York (1664–1775)
Populace během tohoto období značně rostla, v prvním sčítání obyvatelstva (1698) byla populace vyčíslena na 18 067 lidí, v posledním (1771) obývalo oblast 168 007. Největší část imigrantů tvořili Angličané, Skoti a Irové. Ale obchod s otroky do oblasti přivedl i mnoho černochů. V jednom období byl New York oblastí s největší populací černochů severně od Mason-Dixon Line.
Politické scéně dominovali obchodníci a hostinští. Vliv měly také panské rodiny. Kolonie byla centrem konfliktu mezi Anglií a Francií během 18. století. Francouzsko-indiánská válka zuřila přes 70 let. New York byl jednou ze dvou kolonií, které pravidelně ubytovávaly britská vojska před rokem 1775.

### New York (od 1775)

#### Válka o nezávislost
New York hrál významnou roli v Americké válce za nezávislost. Do popředí politiky se dostávali Synové svobody. Kolonie podporovala obcházení Kolkového zákona. Když propukla válka, New York hrál klíčovou roli. Poloha New Yorku umožňovala kontrolovat ostatní kolonie a obě strany o něj měly eminentní zájem.
Anglie sestavila největší loďstvo století. 30 000 britských vojáků zakotvilo na Staten Islandu. George Washington stěží opustil New York city i s armádou. Britové drželi do bitvy o Saratogu postavení.
Vítězství v bitvě u Saratogy je považováno za klíčový zlom války.

#### Unie
Válka definovala hranice New Yorku, kraje východně od jezera Champlain se staly Vermontem a západní hranice byla určena k roku 1786. Mnoho Iroquoisů bylo ve válce zabito, přeživší obvykle podporovali Brity, především kvůli obavám z budoucích amerických expanzí. Ti, kteří zůstali v novém státě, žili v rezervacích.
Stát adoptoval konstituci v dubnu roku 1777, vytvořil silnou exekutivu a striktně oddělil moc výkonnou, zákonodárnou a soudní. Debata o federální konstituci v roce 1787 vedla ke zformování skupin známé jako federalisté, kteří usilovali o silnou federální vládu. V roce 1787 Alexandr Hamilton, vedoucí Newyorských federalistů napsal esej Federalist Papers. Svými texty podporoval konstituci Spojených států. Antifederalisté nesouhlasili s argumenty, ale stát New York v roce 1788 ratifikoval ústavu a připojil se jako jedenáctý člen k Unii.
Město New York se v roce 1785 stal hlavním městem USA, George Washington byl inaugurován před Federal Hall v roce 1789. Sídlo hlavního města státu se několikrát přesouvalo mezi New York city, Kingstonem, Poughkeepsie a Albany. Statut hlavního města nakonec připadl Albany.
Na začátku 19. století se stal New York centrem rozvoje dopravy. V roce 1807 Robert Fulton zahájil parníkovou linku z New Yorku do Albany, což byl první úspěšný podnik tohoto typu. V roce 1815 bylo Albany státním centrem výběru mýta, což z něj udělalo místo, přes které proudili poutníci na východ Buffalo a do Michiganského teritoria.
V roce 1825 byl otevřen Erijský kanál, který zabezpečoval ekonomickou dominanci New Yorku. Jeho dopad byl enormní, spojil Atlantik a Velká jezera, vytvořil ekonomické zázemí pro New York city. Během této doby se všechny okresy, a většina municipalit připojila. Území přibližně odpovídalo tomu dnešnímu. V roce 1831 železnice Mohawk and Hudson zahájila první úspěšnou pravidelnou linku.
Rozvoj dopravy vedl k osídlení Mohawských a Gennesseeiských údolí a Niagarských hranic. Z Buffala a Rochesteru se stala boom-města. Znatelná migrace Yankeeů z Nové Anglie do centrálních a západních částí státu vedla k malým konfliktům s usedlými Yorkery, kteří obvykle byli německého, nizozemského a skotského původu. Více, než 15 % obyvatel v roce 1850 bylo narozeno v Nové Anglii. Západní část státu během tohoto období rychle rostla. Do roku 1840 se New York stal domovem sedmi největších měst USA.
Newyorská kultura v první polovině 19. století kvetla. V roce 1809 Washington Irving napsal satirickou knihu A History of New York pod pseudonymem Dietrich Knickerbocker. První baseballové týmy se v New York city zformovaly v po roce 1840, včetně New York Knickerbockers.

#### Občanská válka
Statisíce mladých newyorských mužů bojovaly ve válce Severu proti Jihu, což bylo více než z kteréhokoliv jiného státu. Válka neprospívala obchodu, protože před válkou byla většina obchodu založena na transportu zboží vyrobeného v jižanských státech. Velká komunita Demokratů se obávala dopadu zvolení Abrahama Lincolna zvoleného v roce 1860. Od roku 1861, kdy proběhla bitva o Fort Sumter, zmizely rozpory mezi politiky, a New York brzy vyhověl Lincolnovu požadavku na dodání vojáků a vybavení. I když bitvy neprobíhaly na území New Yorku, stát nebyl imunní vůči konspiracím konfederace.
V roce 1863 Lincoln vydal the Emacipation, tzv. Emancipační prohlášení, což osvobodilo otroky ve státech, které byly proti Unii. V březnu 1863 federální vláda navrhla změnu zákona, která umožnila odvod mužů ve věku mezi 20 až 35 lety, v případě že nebyli oddáni, odvodní povinnost pro ně platila až do 45 let. V případě, že zaplatili 300 USD, byli odvodu ušetřeni.

#### Poválečné období
V následujících dekádách New York upevňoval svou dominantní pozici ve finančních a bankovních odvětvích. I průmysl pokračoval v růstu. V tomto období byl založen Eastman Kodak, General Electric. Niagarské vodopády se staly atraktivním místem pro mnoho továren díky přístupu k vodní energii.
Jak průmysl kvetl, pracující se začali spojovat, v New Yorku už v raných 20. letech 19. století. V roce 1882 měli Knights of Labor v New York city kolem 60 tisíc členů. V roce 1867 odbory měly dostatečnou sílu na to, aby stanovily limit pro pracovní dobu.
Počet imigrantů rostl. Začal s irským bramborovým hladomorem ve 40. letech 19. století. New York se stal hlavním vstupním bodem, ve kterém imigranti hledali nový život ve Spojených státech. Odhaduje se, že mezi lety 1855 až 1890 prošlo asi 8 miliónů lidí přes Castle Clinton v Battery Parku na Manhattanu. Nejvíce imigrantů přišlo z Německa a Irska.
V roce 1892 byl otevřen Ellis Island, mezi 1880 a 1920 byla většina imigrantů německého, židovského, polského nebo východoevropského a jihoevropského původu. Od roku 1925 populace New York city překročila populaci Londýna, což z něj udělalo nejlidnatější město na světě. Jeden z nejznámějších symbolů New York city, Socha svobody, dárek od Francie byla postavena v roce 1886. Stal se z ní symbol naděje pro imigranty.

#### 20. století
Od roku 1900 byl New York nejbohatším a nejlidnatějším státem. Došlo ke spojení pěti částí New York city (Manhattan, Bronx, Brooklyn, Staten Island a Queens) do jednoho města. V tomto období se staly symbolem města mrakodrapy. První nejvyšší budovou na světě v NYC byla Woolworth Building postavená v roce 1913. Ta byla překonána budovou na 40 Wall Street v roce 1930, která byla ve stejném roce překonána Chrysler Building. V roce 1931 byla postavena Empire State Building, která byla nejvyšší budovou světa do roku 1972, kdy byly na Lower Manhattanu postaveny dvě věže Světového obchodního centra (tzv. dvojčata). Ekonomika New Yorku prudce rostla během dvacátých let (tzv. období Roaring Twenties), ale byla těžce zasažena Velkou krizí, která začala krachem na Wall Street v roce 1929. Franklin Delano Roosevelt, jenž byl v roce 1928 zvolen guvernérem, musel čelit 25% nárůstu nezaměstnanosti v New Yorku. Jeho dočasný program Emergency Relief Agency, vytvořený v roce 1931 byl prvním work relief programem v zemi a ovlivnil Federal Emergency Relief Administration. Franklin Delano Roosevelt byl zvolen prezidentem v roce 1932, protože slíbil rozšířit svůj Newyorský program do celé země pomocí reformě ekonomického a sociálního programu New Deal. V roce 1932 Lake Placid hostilo III. zimní olympijské hry.

#### Druhá světová válka
Stát New York opět dodával nejvíce zdrojů ze všech amerických států, počet obětí byl 31 215. Druhá světová válka byla poslední průmyslovou érou, od té doby se hospodářství přesunulo směrem k produkci služeb. Firmy se přesunovaly na západ a jih hledajíc nižší daně, nižší náklady a pracovníky, kteří nejsou sdružení v odborech. Přibývalo příslušníků střední třídy, která tvořila předměstí, např. Long Island. Rozvoj automobilového průmyslu toto urychlil.
Velká města přestala růst kolem roku 1950. Růst pokračoval pouze v New Yorku v 80. letech. Populace Buffala se zmenšila mezi lety 1950 až 2000 na polovinu. Populace mezi 70. a 80. lety poprvé klesala. Kalifornie a Texas se staly lidnatějšími než New York.

#### Poslední dekády 20. století
V posledním období 20. století mnoho New Yorčanů zaměstnávalo telekomunikační a technologické odvětví. Podnikatelé zakládali malé technologické firmy. Změny v policii a urbanismu dramaticky zredukovaly kriminalitu a množství chátrajících čtvrtí, což vedlo k přepětí v kultuře. New York se opět stal kulturním centrem. Rapová kultura se stala nejpopulárnějším žánrem. Imigrace do New Yorku i do NYC rostla. NYC, známá velkou homosexuální komunitou byla sužována mnoho úmrtími na AIDS.

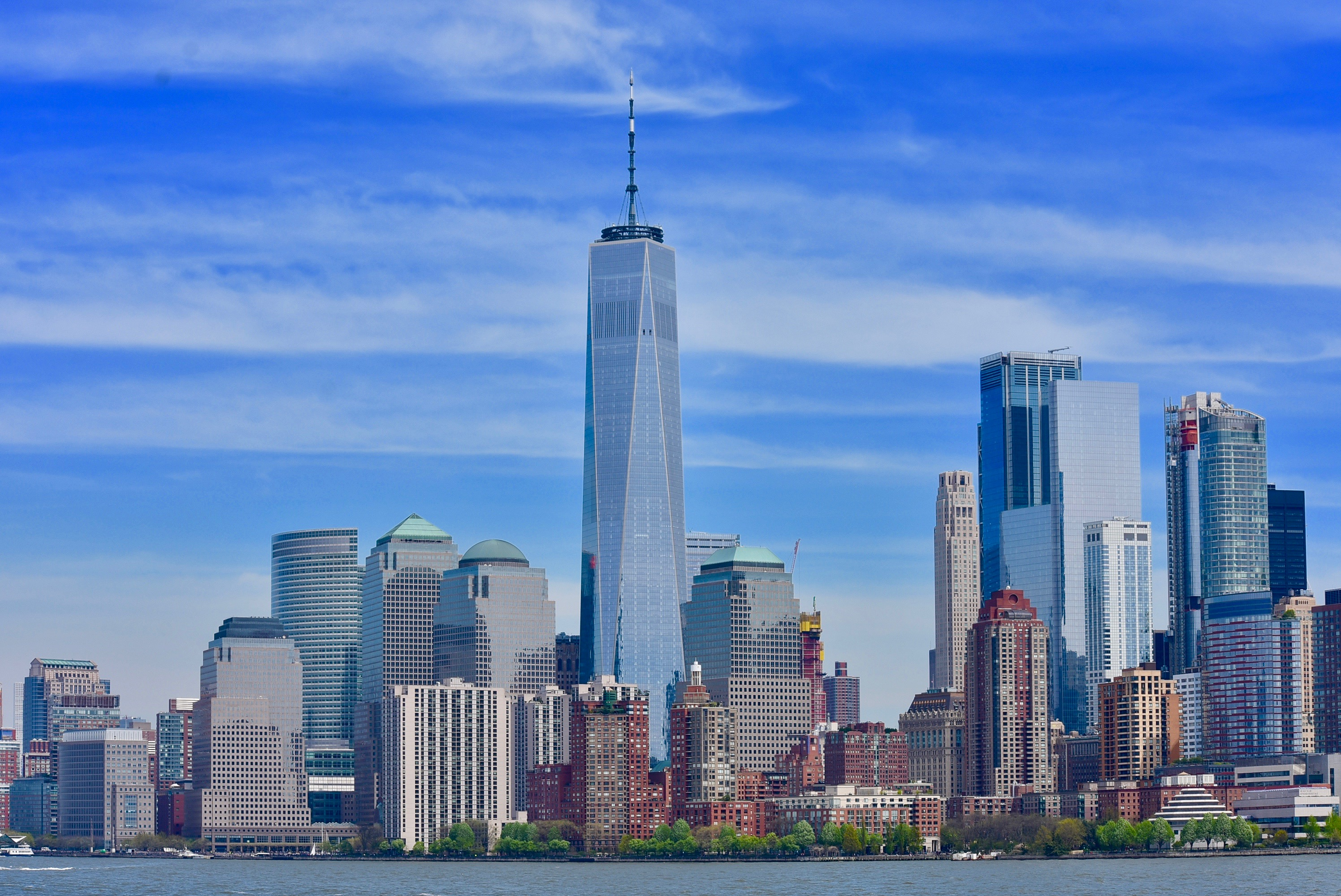
One World Trade Center na jižním Manhattanu (uprostřed). Po teroristických útocích z 11. září 2001 nová dominanta New Yorku

#### 21. století
Dne 11. září 2001 došlo k teroristickým útokům, které kompletně zničily Světové obchodní centrum a ikonická dvojčata. Na jeho místě je postaven nový komplex, jehož součástí je nejvyšší mrakodrap One World Trade Center, coby nová dominanta a symbol New Yorku.

## Symboly

### Vlajka
Vlajka státu New York je tvořena modrým listem s uprostřed umístěným znakem federálního státu (umístěným např. i v kruhovém poli státní pečeti).

### Pečeť
Pečeť státu New York tvoří modré kruhové pole, v němž je umístěn znak státu New York. Modrý kruh přechází, ve směru od středu ven, do modrého mezikruží se světle modrým nápisem „THE GREAT SEAL OF THE STATE OF NEW YORK“ (česky Velká pečeť státu New York).

## Demografie

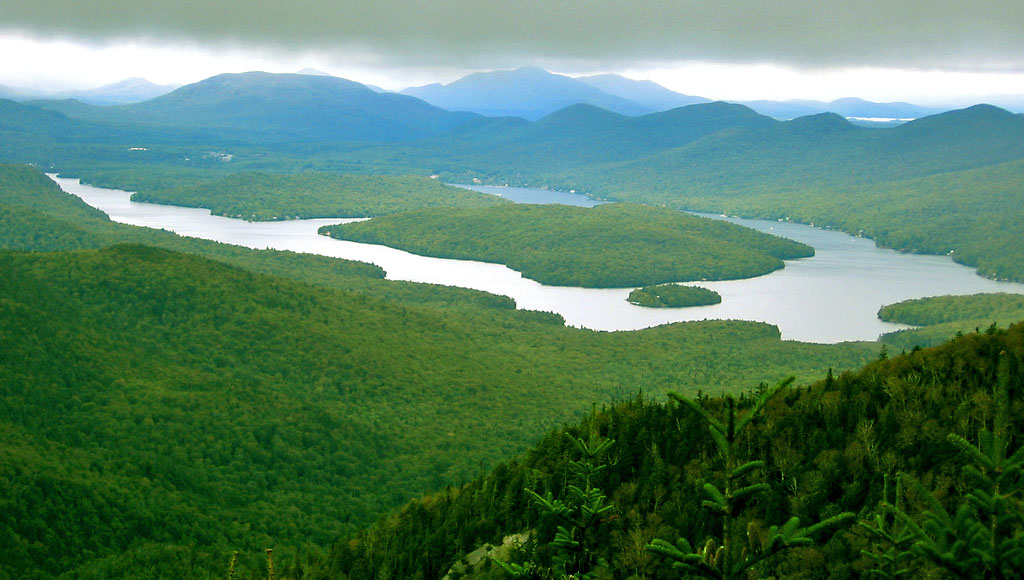
Jezero Lake Placid v Adirondackém národním parku. Ve stejnojmenném městě se dvakrát konaly olympijské hry, a to v roce 1932 a 1980

Podle sčítání lidu z roku 2010 zde žilo 19 378 102 obyvatel. Velká část z toho (přes 8 milionů) žije ve městě New York.

### Rasové složení
- 65,7 % bílí Američané
- 15,9 % Afroameričané
- 0,6 % američtí indiáni
- 7,3 % asijští Američané
- 0,0 % pacifičtí ostrované
- 7,4 % jiná rasa
- 3,0 % dvě nebo více ras

Obyvatelé hispánského nebo latinskoamerického původu, bez ohledu na rasu, tvořili 17,6 % populace.

### Náboženství
Křesťané 77 % (římští katolíci 38 %, protestanti 30 %), židé 5 %, muslimové 3 %, jiná náboženství 2 %, bez vyznání 13 %.

## Politika
Současnou guvernérkou New Yorku je od 23. srpna 2021 demokratka Kathy Hochulová. Bývalý guvernér, Andrew Cuomo, odstoupil 10. srpna 2021 kvůli obviněním ze sexuálního obtěžování.
Hlavním městem státu je Albany, největším pak New York city. Ve státě, stejně jako na celém severovýchodě USA a v Nové Anglii, převládá demokratická strana. Venkovské oblasti severně od New Yorku jsou potom více republikánské a konzervativní.

## Administrativní členění

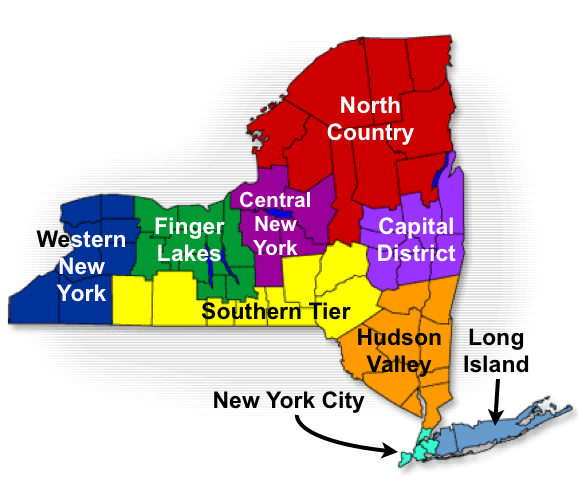
Mapa hlavních regionů státu New York

Administrativní divize New Yorku jsou velmi odlišné od většiny amerických států. Tři typy obcí jsou City, Village a Town. City a Village jsou klasická města (village je pochopitelně menší a ve státě New York i méně autonomní), zatímco Town je okrsek (v Česku by se dal přirovnat k něčemu mezi okresem a obcí), který má většinou na starost menší městečka bez vlastní samosprávy.
- Stát New York
  - Okres (county)
    - Město (city)
    - Okrsek (town)
      - Menší město (village)
      - Sídlo bez samosprávy (hamlet)

    - Indiánská rezervace

Sídla ve státě mají status nikoliv podle jejich velikosti, ale podle způsobu správy, který byl vybrán obyvateli a schválen státem. Tak se může stát, že například Hempstead má 55 000 obyvatel, i když je to village (vesnice), zatímco Sherill má status city (město) a má jen 3 147 obyvatel.
Stát New York má 62 okresů (county), které se dále dělí na 932 okrsků (town), 62 měst (city) a 14 Indiánských rezervací.

### County (okres)
Celý stát má 62 okresů, 5 z nich jsou části města New York, a proto nemají vlastní samosprávu.
Albany | Allegany | Bronx | Broome | Cattaraugus | Cayuga | Chautauqua | Chemung | Chenango | Clinton | Columbia | Cortland | Delaware | Dutchess | Erie | Essex | Franklin | Fulton | Genesee | Greene | Hamilton | Herkimer | Jefferson | Kings (Brooklyn) | Lewis | Livingston | Madison | Monroe | Montgomery | Nassau | New York (Manhattan) | Niagara | Oneida | Onondaga | Ontario | Orange | Orleans | Oswego | Otsego | Putnam | Queens | Rensselaer County | Richmond (Staten Island) | Rockland | Saratoga | Schenectady | Schoharie | Schuyler | Seneca | St. Lawrence | Steuben | Suffolk | Sullivan | Tioga | Tompkins | Ulster | Warren | Washington | Wayne | Westchester | Wyoming | Yates

### City (větší město)
V New Yorku termín City znamená vysoce autonomní obydlenou oblast ležící v jednom z okresů. Město zajišťuje svým obyvatelům veškeré služby a má vlastní samosprávu a práva. Nejmenším městem s titulem city je Sherill s 3 147 obyvateli, zatímco největší je New York City s populací přesahující 8 milionů.

### Town (správní oblast, obec)

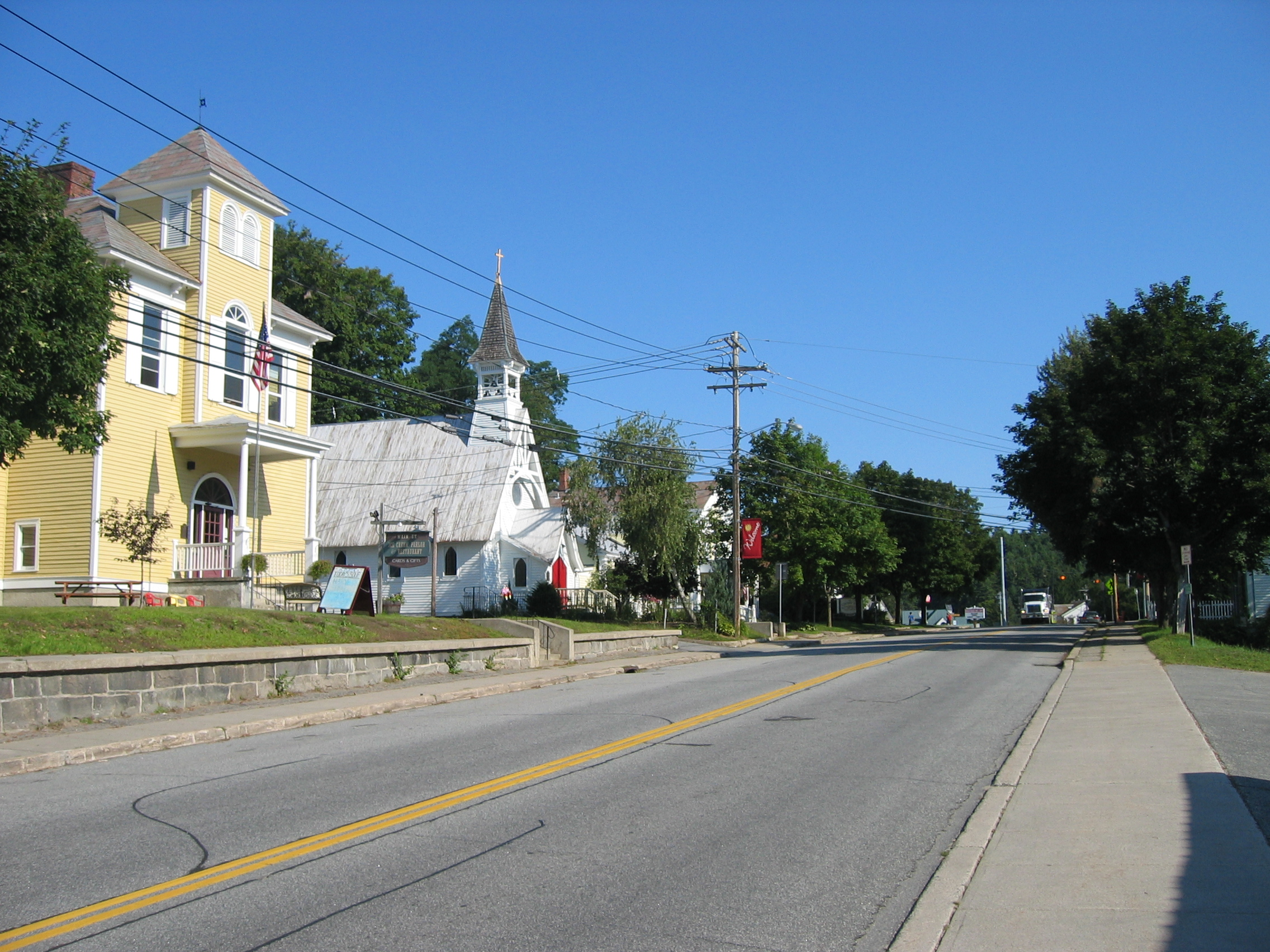
Zatímco jih státu pokrývá aglomerace města New York, na severu se nachází rozsáhlé lesy a malá městečka, jako například Chestertown v Adirondackém národním Parku

Slovo Town je sice v překladu město, ve státě New York se však od obyčejného města výrazně liší. Je to totiž divize okresu a ne sídlo, jak je slovo town chápáno v jiných anglicky mluvících zemích. Town zajišťuje většinu služeb pro obyvatele takzvaných osad (anglicky hamlet) a jiných komunit, a vybrané služby pro obyvatele menších měst (village). Tyto dva názvy (hamlet a village) však neurčují velikost sídla, ale jen typ jeho administrativy (viz kapitoly níže). Každý občan státu New York, který nežije v city nebo indiánské rezervaci žije právě v okrsku. Největší town je Hempstead, který má 756 000 obyvatel. Towns mají velké rozlohy, většinou desítky až stovky čtverečních kilometrů, a obsahují několik komunit, někdy jen jednu, někdy i desítky; typický town však obsahuje jen komunitu stejného jména a k tomu dvě až čtyři jiné menší komunity.
Hlavní komunitou townu je většinou komunita stejného jména (stejně jako obce v Česku), někdy se však stává, že town obsahuje sídla a komunity naprosto odlišných názvů, z toho důvodu někdy nemusí být název okrsku nalezen na mapě, protože v mapách zpravidla nalezneme sídla, a ne administrativní divize.
V českých podmínkách je town něco mezi okresem a obcí.

### Village (menší město)
Village vyjadřuje menší město, které leží uvnitř okrsku (Town). Má určitou vlastní samosprávu, ale vybrané služby mu poskytuje obec. Village je méně autonomní, než city. Slovo village je sice v překladu vesnice, ale v New Yorku nemají sídla status podle velikosti ale podle formy administrativy. Největší village má 55 000 obyvatel. Village ale musí mít minimálně 500 obyvatel a nesmí přesahovat 13 čtverečních kilometrů celkové rozlohy. Ve státě je celkem 553 těchto villages. V přirovnání k České republice je to v podstatě část obce, která je natolik velká, že se její obyvatelé rozhodli vytvořit samostatnou správu a administrativu.

### Hamlet (městečko, vesnice)
Ve státě New York je Hamlet obydlená oblast ležící ve okrsku (town), která není součástí village, většinou je to menší městečko nebo vesnička. Slovo hamlet by se dalo přeložit jako osada, i když v tomto případě má jiný význam než v ČR, protože ve státě hraje roli forma samosprávy, a ne velikost sídla, proto může mít hamlet klidně několik tisíc obyvatel (hamlet Ronkonkoma má 20 tisíc obyvatel). Hamlet nemá legální status (kromě osad v Adirondackém parku) a závisí na obci (town), která mu poskytuje služby. Hamlet totiž nemá žádnou vlastní samosprávu. Hamlet se dá přirovnat ke čtvrti nebo městské části u větších měst. Hranice těchto hamletů nejsou přesně definovány, mohou být jednoduše definovány podle směrovacího čísla. Hamlet má obvykle vlastní poštu, školu a hasičský sbor. Někdy se osady označují jako komunity bez vlastní správy (unincorporated community). Větší komunity mohou být rozeznány i americkým úřadem pro sčítání, který je pak definuje jako samostatnou entitu. Tyto hamlety se dají nejlépe přirovnat k vesnicím a částem obce v ČR.